# 2013 SY99
2013 SY99（別名 uo3L91）は、エッジワース・カイパーベルトにある太陽系外縁天体（エッジワース・カイパーベルト天体）である。
2013年9月29日に、マウナ・ケア山のカナダ・フランス・ハワイ望遠鏡の太陽系外調査によって発見された。この天体は太陽からおおよそ50から1300天文単位の間を、およそ2万年かけて公転する。 この軌道長半径は当時発見されてきた軌道の中で最も長く、近日点においては海王星の影響を強く受けている事が判明した。現在、軌道長半径がこの天体より大きいと判明している天体はセドナと2012 VP113と2010 GB174のみである。 また太陽系外縁天体の中で2012 VP113とセドナの次に近日点が遠い天体である。

## 発見
天文学者のマイケル・ブラウンとコンスタンチン・バトゥイギンによれば、2013 SY99の発見は「プラネット・ナイン」（太陽系外縁に存在が提唱されている大型天体）の存在を示唆する証拠であるとしている。しかしこの天体を発見した天文学者の一人であるマイケル・バニスターは、この天体の軌道はほぼ太陽系の黄道面にあるためもし期待通りプラネット・ナインがこの惑星に影響を与えているのであれば、この天体の軌道傾斜角はより傾いているべきだと反論している。
この天体の存在は2016年に発表されたが、観測結果は2017年まで公表されなかった。2013 SY99は3年間の観測を経て、小惑星センターとJPL Small-Body Databaseのリストに2017年4月6日に追加された。
2013 SY99の直径は250kmほどで表面は赤い。2052年には海王星からおよそ20天文単位まで接近し、2055年には太陽から50天文単位ほどの近日点に到達する。